# Перечисление графов

Полный список всех деревьев с 2,3 и 4 помеченными вершинами: дерево с 2 вершинами, дерева с 3 вершинами и деревьев с 4 вершинами.

Перечисление графов — категория задач перечислительной комбинаторики, в которых нужно пересчитать неориентированные или ориентированные графы определённых типов, как правило, в виде функции от числа вершин графа. Эти задачи могут быть решены либо точно (как задача алгебраического перечисления) или асимптотически.
Пионерами в этой области математики были Пойа, Кэли и Редфилд.

## Помеченные и непомеченные задачи
В некоторых задачах перечисления графов вершины графов считаются помеченными, делая их отличимыми друг от друга. В других задачах любая перестановка вершин считается тем же графом, так что вершины считаются идентичными или непомеченными. В общем случае, помеченные задачи, как правило, оказываются проще. Теорема Редфилда — Пойи является важным средством для сведения непомеченной задачи к помеченной — каждый непомеченный класс считается классом симметрии помеченных объектов.

## Точные формулы перечисления
Некоторые важные результаты в этой области.
- Число помеченных простых неориентированных графов с n вершинами равно 2n(n − 1)/2[5]
- Число помеченных простых ориентированных графов с n вершинами равно 2n(n − 1)[6]
- Число Cn связных помеченных неориентированных графов с n вершинами удовлетворяет рекуррентному соотношению[7]

{\displaystyle C_{n}=2^{n \choose 2}-{\frac {1}{n}}\sum _{k=1}^{n-1}k{n \choose k}2^{n-k \choose 2}C_{k}.}
из которого можно легко вычислить для n = 1, 2, 3, …, что значения Cn равны:
1, 1, 4, 38, 728, 26704, 1866256, …
- Число помеченных свободных деревьев с n вершинами равно nn − 2 (формула Кэли).
- Число непомеченных гусениц с n вершинами равно[9]

{\displaystyle 2^{n-4}+2^{\lfloor (n-4)/2\rfloor }.}